# مرغابی سیاه آرام
مرغابی سیاه آرام (نام علمی: Anas superciliosa) نام یک گونه از سرده مرغابی‌ها است.

## نگارخانه

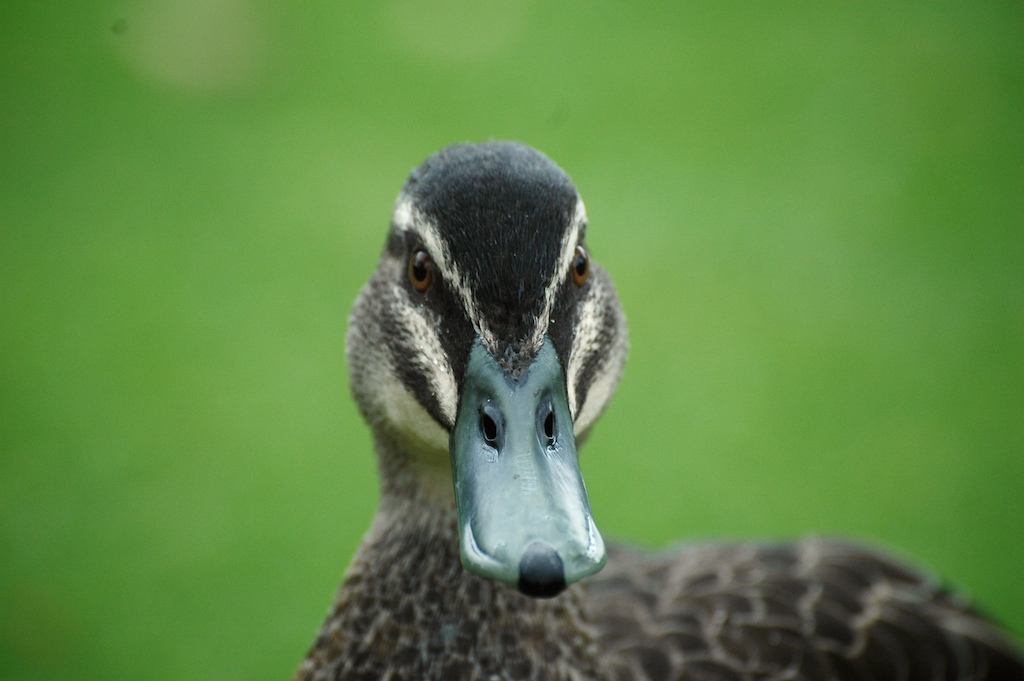
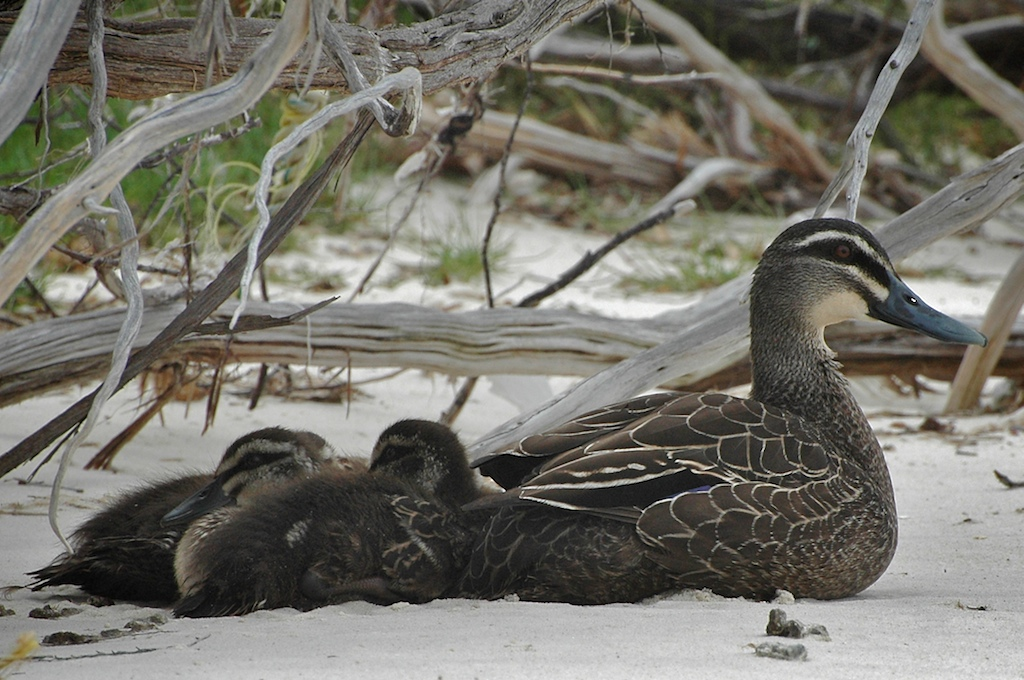
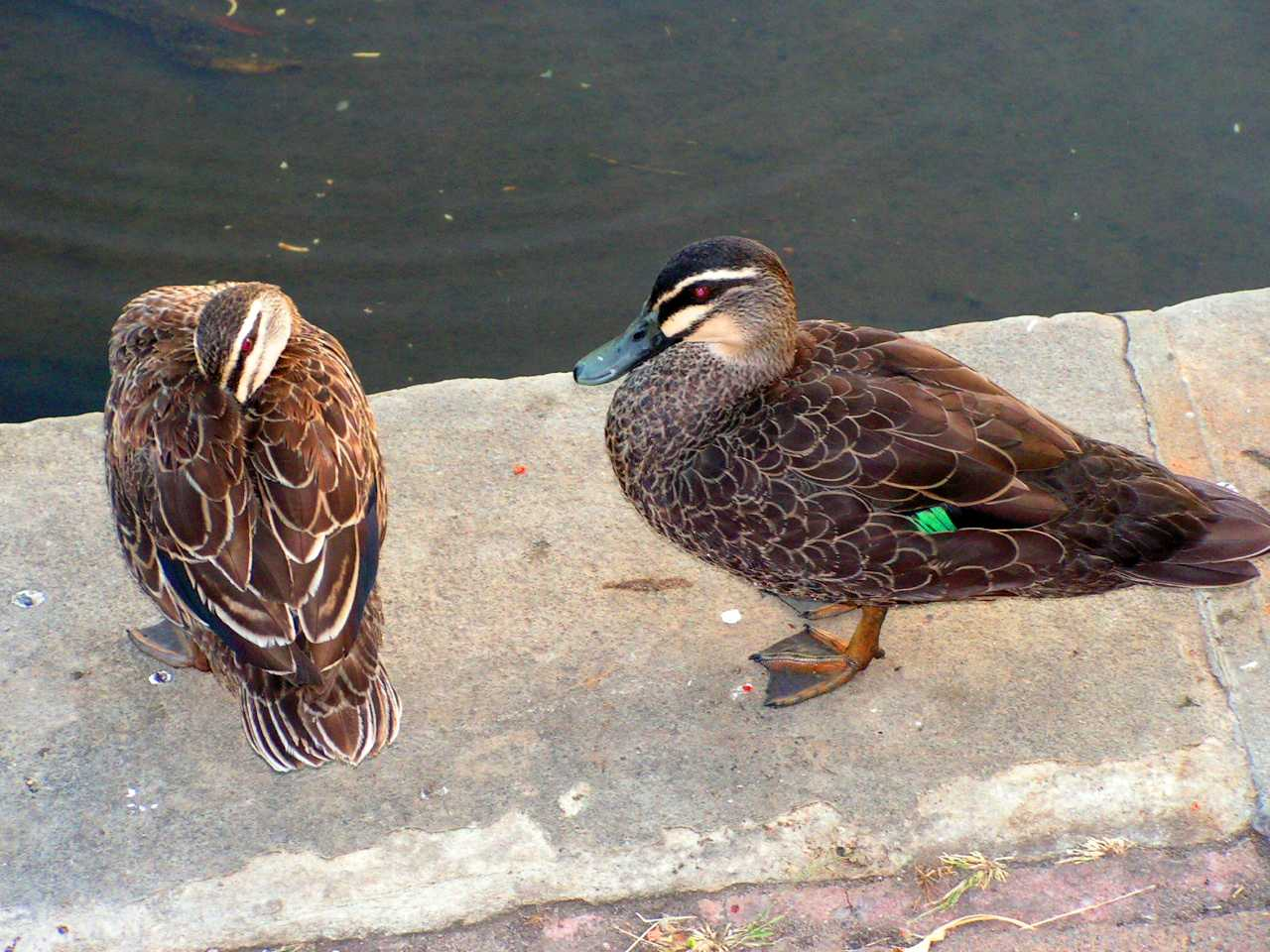
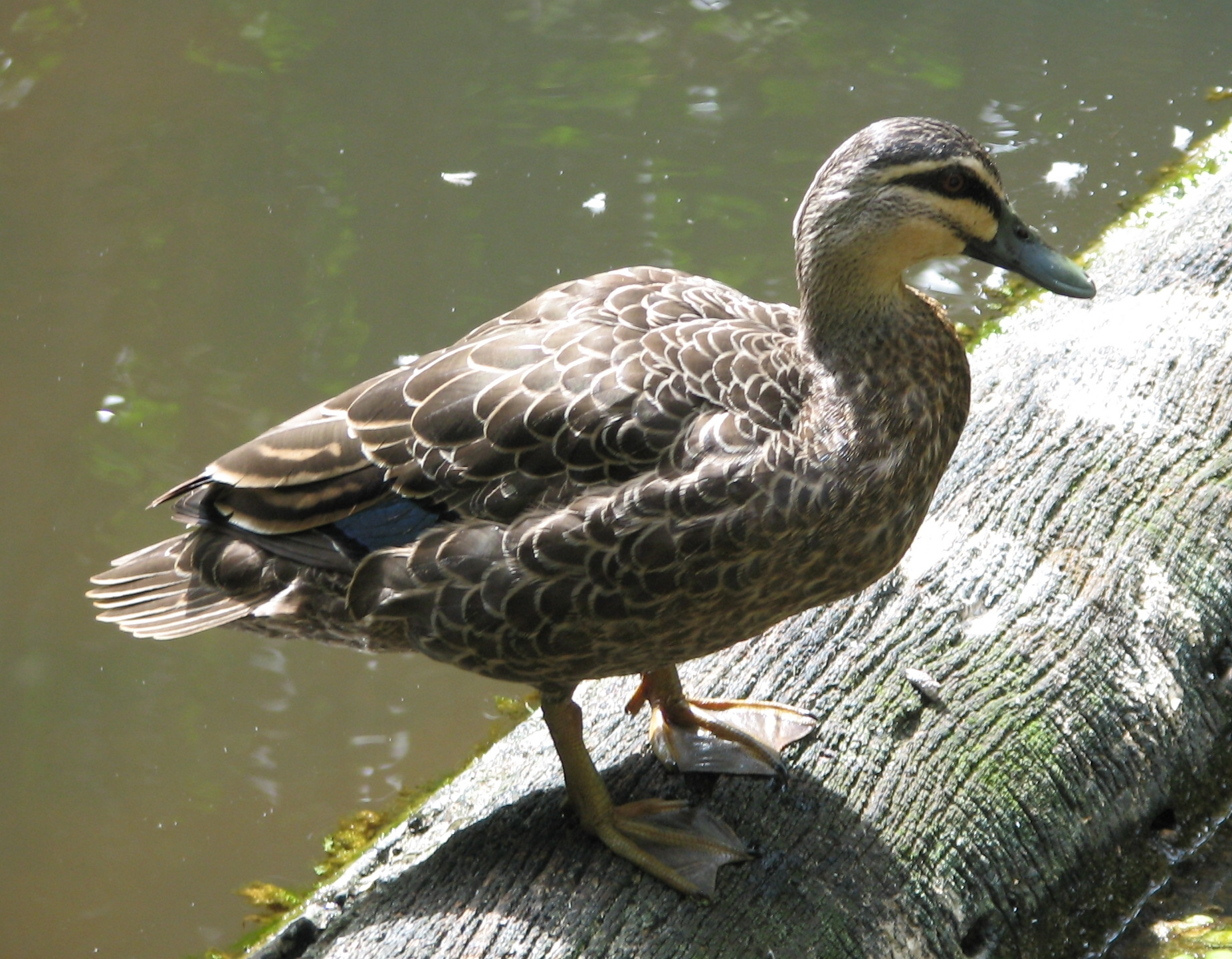
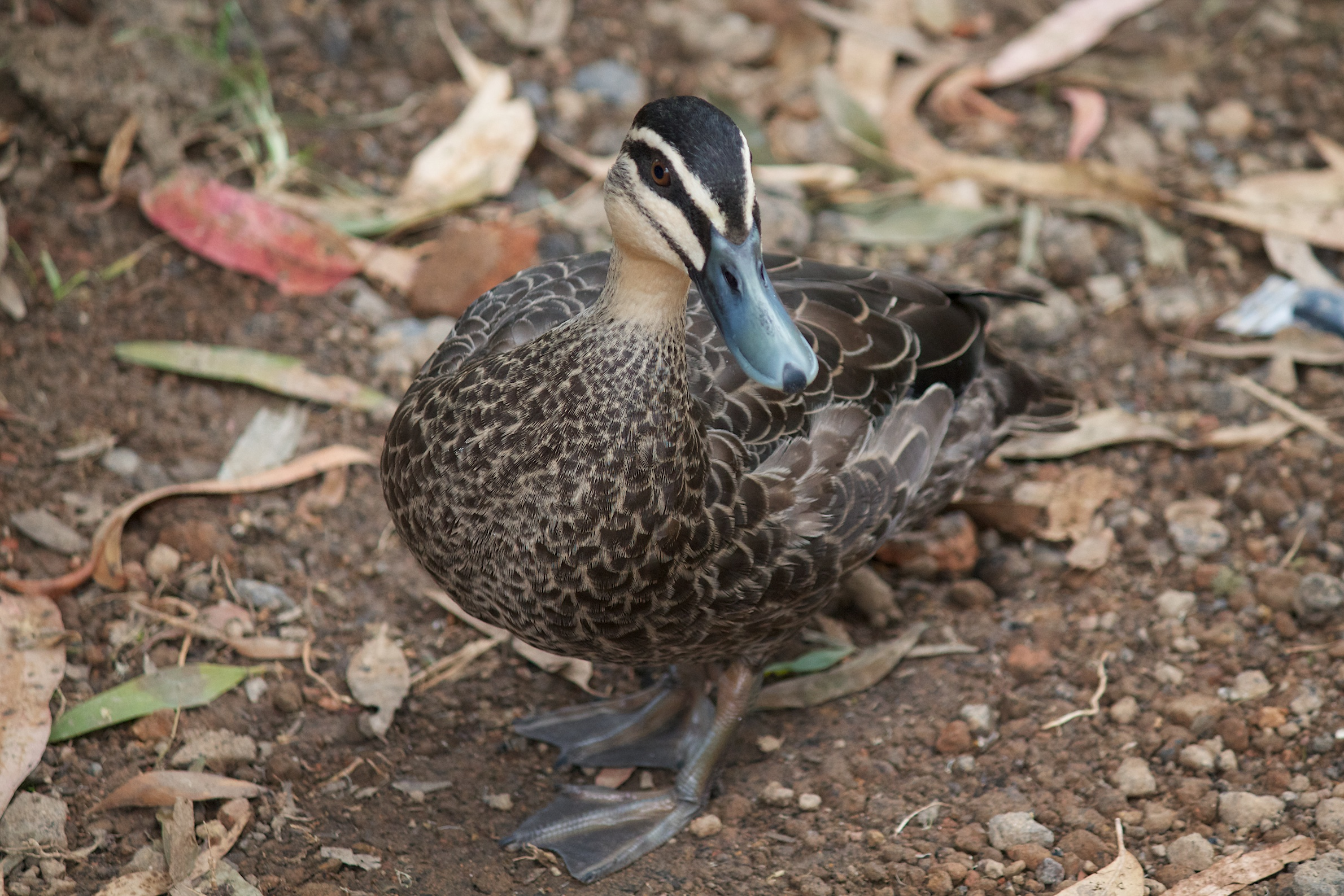